# Światłowód wielomodowy

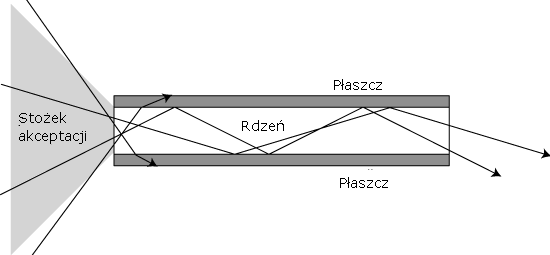
Schemat światłowodu wielomodowego

Światłowód wielomodowy (ang. Multi Mode Fiber) – rodzaj światłowodu przenoszący wiele modów (promieni) światła, rozchodzących się pod różnymi kątami względem osi światłowodu. W porównaniu ze światłowodem jednomodowym umożliwia transmisję na mniejszą odległość bez wzmacniacza sygnału.
Wykorzystuje go m.in. standard IEEE 802.3u.